# Edifici fortificat de Coquells
L'Edifici fortificat de Coquells és una obra de Vilanant (Alt Empordà) declarada Bé Cultural d'Interès Nacional. Situat al nord-oest del nucli urbà de Vilanant, a pocs metres a migdia de la façana principal de l'ermita de Sant Salvador de Coquells, entre aquesta i el mas Llobet, actualment rehabilitat.

## Descripció
Es tracta de les restes conservades d'un edifici fortificat, que actualment es destina a zona d'emmagatzematge (hi ha diverses piles de troncs de fusta recolzades als seus murs). La construcció original presenta una planta rectangular que es pot dividir en dues parts: la part de llevant, que es conserva dempeus i la de ponent, que es troba completament enrunada. L'edifici de llevant presenta la coberta de teula d'un sol vessant i està distribuït en un sol nivell, amb un altell superior. La façana principal, orientada a l'est, presenta un portal d'accés d'arc escarser, localitzat a l'extrem de tramuntana del parament. L'arc és de fusta i ha estat restituït, mentre que els brancals estan bastits amb carreus de pedra ben desbastats, inclòs el marxapeu de l'obertura. Damunt seu hi ha una petita finestra d'obertura quadrada, amb la llinda de fusta també restituïda, i els brancals fets amb un sol carreu de pedra ben escairat. Aquest parament està bastit en pedra sense treballar, disposada regularment i lligada amb abundant morter de calç, amb fragments de material constructiu per regularitzar-lo. En canvi, la façana de migdia està bastida amb carreuons de mida mitjana ben desbastats, disposats en filades regulars i lligats amb morter de calç. Aquest parament sobresurt de la cantonada que forma amb la façana principal en direcció est, en aquesta part ja completament enrunat. La part de ponent de la construcció original també està enrunada, sense cap mena de coberta i amb els murs força arrasats, sobretot els de la banda de tramuntana (molt enrunat, sobretot cap a l'est) i llevant (inexistent). Actualment tota aquesta part de la construcció s'utilitza per emmagatzemar fusta, donat que tot el recinte està farcit de piles de troncs que amaguen les restes dels paraments existents. De totes maneres s'observa que aquesta part està bastida amb el mateix parament de carreuons anterior.
Actualment, a la banda de migdia de la construcció original s'adossa un cos de nova planta rectangular, amb la coberta d'un sol vessant, distribuït en un sol nivell i bastit amb maons.

## Història
Malgrat es tenen notícies que la construcció conserva dues espitlleres integrades als paraments, aquesta dada no es va poder comprovar durant la feina de camp, ja que les restes de murs conservats quedaven amagats darrere les grans piles de troncs de fusta recolzats damunt seu. Alhora, el cos de nova planta construït recentment també s'adossa al parament més ben conservat de la construcció original, emmascarant-la.
Tot i que no es pot assegurar, és força probable que l'edifici tingués alguna relació amb l'antic priorat de Sant Salvador de Coquells.